# Flughafen Raivavae

i7
i11
i13
Der Flughafen Raivavae (IATA-Code: RVV, ICAO-Code: NTAV) liegt auf der Insel Raivavae, die zu den Austral-Inseln Französisch-Polynesiens gehört.
Er liegt an der Südküste der Insel innerhalb der Lagune. Die Landebahn wurde im Jahre 2003 mit Fördermitteln aus der EU und Frankreich aufgeschüttet.
Der Flughafen wird regelmäßig von Papeete über Tubuai mit kleinen Propellermaschinen der Air Tahiti angeflogen.